# Latouchia schwendingeri
Espèce
Latouchia schwendingeri est une espèce d'araignées mygalomorphes de la famille des Halonoproctidae.

## Distribution
Cette espèce est endémique de la province de Kiên Giang au Viêt Nam,. Elle se rencontre vers Hong Chong.

## Description
Le mâle holotype mesure 9,8 mm et la femelle paratype 14,2 mm.

## Étymologie
Cette espèce est nommée en l'honneur de Peter J. Schwendinger.

## Publication originale
- Decae, 2019 : Three new species in the genus Latouchia Pocock, 1901 (Araneae, Mygalomorphae, Halonoproctidae) from Vietnam. Revue Suisse de Zoologie, vol. 126, no 2, p. 275-289.